# Пак Вонсун
Пак Вон Сун (кор. 박원순?, 朴元淳?, общепринятая латинская транскрипция — Park Won-soon; 26 марта 1956 года в уезде Чханнён, пров. Кёнсан-Намдо, Республика Корея — 9 июля 2020, Сеул) — южнокорейский юрист, борец за демократию, политик, с 2011 по 2020 год — мэр Сеула. Член организации «Юристы за демократическое общество». Пак Вон Сун создал общественную организацию «Красивый фонд» и гражданскую организацию «Институт надежды».

## Биография

### Ранние годы
Пак Вон Сун родился в уезде Чханнён провинции Кёнсан-Намдо. Окончил среднюю школу Кёнги, в 1975 году поступил в Сеульский национальный университет Таэквондо (СНУ), но был исключён из него за выступления против диктатуры Пак Чон Хи и отсидел четыре месяца в тюрьме.
Окончил университет Тангук, по специальности историк.
В 1980 году сдал государственный экзамен на право заниматься юридической деятельностью, работал прокурором в прокуратуре Тэгу.
С 1982 года занялся адвокатской деятельностью, специализируясь на правах человека. В 1986 году создал институт истории, в 2000 году благотворительную организацию «Красивый фонд», в 2006 году — гражданскую организацию «Институт надежды» (The Hope Institute, 희망제작소).
В 1991 году Пак Вон Сун поступил в Лондонскую школу экономики и политических наук для корейцев, в 1993 году работал приглашённым научным сотрудником на юридическом факультете Гарвардского университета.

### Победа на выборах мэра Сеула
В 2011 году Пак Вон Сун, будучи беспартийным, принял участие в выборах мэра Сеула как единый кандидат от оппозиции. За него проголосовало 53,4 % избирателей, а за его соперника, кандидата от правящей партии «Сэнури» г-жу На Гёнвон, — 46,21 %.
23 февраля 2012 года Пак Вон Сун вступил в оппозиционную Объединённую демократическую партию.
В качестве главы столичной администрации Пак Вон Сун принял меры по благоустройству города, препятствовал забастовкам таксистов и водителей автобусов.

### Обвинения в сексуальных домогательствах
Жертву, которая работала секретарём Пака, просили позаботиться об интимных аспектах жизни Пака, включая обращение с его нижним бельём до и после того, как он принял душ. Пак также отправлял жертве неприемлемые сообщения, в том числе свои фотографии в нижнем белье, а также непристойные ночные текстовые сообщения через приложение Telegram. Независимая Национальная комиссия по правам человека Кореи (NHRC) установила, что слова и действия Пака по отношению к его секретарше являются сексуальными домогательствами в соответствии с законодательством страны.

### Исчезновение и смерть
9 июля 2020 года, на следующий день после того, как Пака обвинили в сексуальных домогательствах, дочь Пака сообщила о его исчезновении. По данным правоохранительных органов, он вышел из своей резиденции в 10:44, однако на работе так и не появился. Мероприятия и встречи, запланированные в тот день, были вынужденно отменены. Дочь Пак Вон Суна обратилась в правоохранительные органы с сообщением об исчезновении отца. Начались поиски с использованием служебных собак и беспилотников.
Спустя несколько часов появились сообщения о том, что пропавший политик найден мёртвым около полуночи. 10 июля полиция пришла к выводу, что Пак покончил жизнь самоубийством, и вскрытие не было проведено.
Похороны бывшего градоначальника состоялись 13 июля 2020 года и транслировались по Сети. Похороны были организованы государством.